# Sherbrooke Hospital
Le Sherbrooke Hospital est un centre hospitalier fondé en 1888 dans la ville de Sherbrooke.
Initialement appelé Sherbrooke Protestant Hospital, le vocable « protestant » est retiré durant les années 1920.

## Construction
Le premier bâtiment est élevé dans une zone dégagée et aux perspectives ouvertes, à l'est de la ville sur la rue Pine, qui est aujourd’hui la rue du Cégep, au début des années 1890, sur souscription populaire. Richard William Heneker fut un financier qui a fourni un montant considérable de 20 826 $, environ la moitié du coût pour le financement de l'immeuble. Le plus récent hôpital fut construit sur l'actuel boulevard de Portland en 1950. En 1996, il est renommé l'Institut universitaire de gériatrie de Sherbrooke après avoir fusionné avec l'hôpital d'Youville de Sherbrooke.

## Usage
Aidés d'infirmières et d'une “Mère surintendante”, quatre médecins et chirurgiens y officient au XIXe siècle.

## Mutations
Initialement appelé Sherbrooke Protestant Hospital, le vocable « protestant » est retiré durant les années 1920. L'édifice fut démoli en 1974. Après avoir fusionné avec l'hôpital d'Youville de Sherbrooke en 1996, il est renommé l'Institut universitaire de gériatrie de Sherbrooke. 